# Зюлев, Игорь Александрович
И́горь Александрович Зю́лев (бел. Ігар Аляксандравіч Зюлеў; род. 5 января 1984, Михановичи, Минская область) — белорусский футболист, защитник.

## Карьера
Зюлев родился в Михановичах, является воспитанником минской спортивной школы «Олимпия». Профессиональную карьеру начал в 2002 году, когда перешел в слонимский «Коммунальник». Там он провел пять лет и забил более 25 мячей. Затем полгода отыграл за «Сморгонь» и ещё два года в солигорском «Шахтёре». В составе этого клуба стал бронзовым призёром чемпионата, а также дважды финалистом Кубка Белоруссии. В июле 2009 года перешёл в новополоцкий «Нафтан».
В сезоне 2012 играл на позиции флангового защитника. Сезон 2013 из-за отсутствия в команде правого защитника начинал на этой позиции. После прихода в клуб Игоря Буряка стал выходить на фланге полузащиты.
В сезоне 2014, после ухода Буряка, закрепился в качестве основного правого защитника команды. В феврале 2015 года продлил контракт с «Нафтаном». Сезон 2015 начал на позиции правого защитника, но после прихода в команду Сергея Карповича стал играть правого полузащитника.
В январе 2016 года продлил контракт на сезон, несмотря на финансовые проблемы клуба. В сезоне 2016 был основным правым полузащитником новополочан.
13 февраля 2017 года подписал контракт с клубом «Ислочь». Закрепился в стартовом составе клуба, выступал на позиции левого защитника и полузащитника. В конце 2018 года стало известно, что Зюлев намерен завершить карьеру футболиста. Свой последний матч сыграл 2 декабря 2018 года, выйдя в стартовом составе против могилёвского «Днепра» (3:2) и проведя на поле все 90 минут в качестве капитана. После завершения карьеры остался работатать в структуре «Ислочи».
В январе 2019 года стал помощником главного тренера «Ислочи» Виталия Жуковского. В феврале 2020 года перешёл на работу в юношескую команду клуба.

## Достижения
«Шахтер»
- Бронзовый призёр Высшей лиги: 2007
- Финалист Кубка Белоруссии: 2008, 2009

«Нафтан»
- Обладатель Кубка Белоруссии: 2012